# Höhenluft
Höhenluft ist ein deutsches Stummfilmlustspiel aus dem Jahre 1917 von Rudolf Biebrach mit Henny Porten in der Hauptrolle.

## Handlung
Nach dem Willen ihres Ministerrats soll die junge Fürstin Solms, die sich zu Tode langweilt, mit dem feschen Erbprinz Egon von Isenburg vermählt werden. Egon hat aber nicht die geringste Lust, eine ihm Unbekannte zu ehelichen, worauf er einen Stellvertreter, den Kammerherrn Storch, zur Trauung entsendet. Erbost über diese Frechheit, reist die Fürstin ihrem widerwilligen Nicht-Ehemann nach und spürt ihn in der Höhenluft von Garmisch-Partenkirchen auf. Dort wechselt sie die Rollen und gibt sich als etwas schlichtes Bauernmädchen Resel aus, in das sich der widerwillige Erbprinz schließlich nach und nach verliebt. Happy End.

## Produktionsnotizen
Höhenluft passierte im Oktober 1917 die Filmzensur und wurde am 26. Oktober 1917 uraufgeführt. Der fünfaktige Film besaß eine ursprüngliche Länge von 1336 Metern Länge, nach der Neuzensur im Mai 1921 nur noch 1241 Meter, und erhielt Jugendverbot.
Die Filmbauten wurden von Ludwig Kainer entworfen.

## Kritik
„Ein Film von Witz, Laune und köstlichem Humor zählt zu dem Besten, was auf dem Gebiete des Lustspiels geleistet werden kann.“

In Paimann’s Filmlisten ist zu lesen: „Humoristik, Photos, Spiel und Szenerie ausgezeichnet.“